# Karina
Karina, Karyna – imię żeńskie, pochodzące z jęz. niemieckiego; forma zdrobniała od imienia Katarina (pol. Katarzyna). Inna hipoteza mówi, że wywodzi się od słowa cara, które po łacinie oznacza "kochana, droga" lub w galickim "przyjaciel". Jeszcze inna hipoteza mówi, że pochodzi od nazwy konstelacji Kil, nazwanej w związku kilem statku Jazona.
Wśród imion nadawanych nowo narodzonym dzieciom, Karina w 2018 r. zajmowała 86. miejsce w grupie imion żeńskich i spadła o trzy pozycje względem roku poprzedniego.
Karina, Karyna imieniny obchodzi 11 lipca, 2 sierpnia, 7 listopada.

## Znane osoby o tym imieniu
- Karina Arroyave – amerykańska aktorka kolumbijskiego pochodzenia
- Karina Aznawurian – rosyjska szpadzistka
- Karina Bryant – brytyjska judoka
- Karina Kunkiewicz – polska aktorka i prezenterka telewizyjna
- Karina Lipiarska-Pałka – polska łuczniczka
- Karina Lombard – amerykańska aktorka
- Karina Maruyama – japońska piłkarka
- Karina Nose – japońska aktorka i modelka
- Karina Seweryn – polska aktorka
- Karina Szafrańska – polska aktorka
- Karina Winter – niemiecka łuczniczka
- Karina Wojciechowska – polska modelka, Miss Polonia 1991
- Karina (piosenkarka) (Yu Jimin) – koreańska piosenkarka, członkini zespołu æspa